# Puzzel

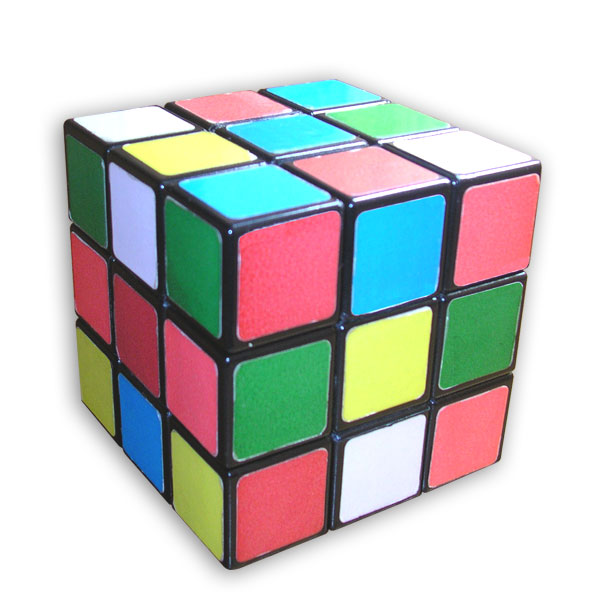
Rubiks kubus, een populaire puzzel.

Een puzzel is een soort spel of raadsel dat men als tijdverdrijf probeert op te lossen. Iemand die zich bezighoudt met het oplossen van puzzels noemt men een 'puzzelaar'.
Veel puzzels komen voort uit wiskundige of logistieke problemen. Andere, zoals schaakproblemen, komen voort uit bordspelen, en nog andere zijn gewoon ontworpen als breinbrekers.
De geschiedenis van puzzels gaat vele duizenden jaren terug, waarbij het tangram een van de eerste was.

## Soorten puzzels
- Bordspelpuzzels - puzzels afgeleid van bordspelen
  - Paardensprong
  - Schaakproblemen
  - Zeeslag
- Doolhof
- Driedimensionaal
  - Conundrum
  - Driedimensionale legpuzzels
- Kakuro
- Legpuzzels
  - Legpuzzel
    - Vloerpuzzel
- Mechanische puzzels
  - Demontagepuzzels
  - Rubiks kubus
- Raadsel
  - Tangram
- Schuifpuzzel
  - Lunar lockout
  - Rush Hour
- Sokoban
- Wiskundige puzzels
  - Logigram
  - Magisch vierkant
  - Möbiusband
  - Sudoku
  - Tectonic
  - Torens van Hanoi
  - Zeven bruggen van Koningsbergen
- Woordpuzzels
  - Aanvulpuzzel of woordritsen
  - Anagram
  - Citaatpuzzel
  - Cryptogram
  - Doorloper
  - Droedel
  - Filippine
  - Kruiswoordraadsel
  - Rebus
  - Woordzoeker
  - Zakhia
  - Zweedse puzzel